# Módosulás
A Módosulás (francia címe: La Modification, fordította: Szathmári Éva) Michel Butor francia író regénye, melyet 1957-ben adtak ki. Butor-nak ez a legismertebb műve, és egyben ezt tartják a 20. század egyik legfontosabb francia regényének.

## Cselekménye
|  | Alább a cselekmény részletei következnek! |

A cselekmény elég egyértelmű: egy középkorú férfi vonatra száll Párizsban, hogy meglátogassa szerelmét (Cécile-t) – akit nem értesített érkezéséről – Rómában. Havonta találkozgattak titokban már két éve, például, mikor üzleti ügyei révén a olasz fővárosba kellett utazgatnia. Most szándékozik Cecile-nek elmondani, hogy végre elszánta magát, hogy elhagyja érte családját, hogy talált neki állást Párizsban és kész vele összeköltözni és együtt élni. A regény azt írja le, hogy hogyan gondolja meg magát fokozatosan. Kezdeti lelkesedése és reményei egy új életre lassan alább hagynak és kétely, félelem és gyávaság veszi át helyüket. Végül úgy dönt, hogy egyedül tölti a hétvégét Rómában, visszamegy Párizsba a következő hétfőn anélkül, hogy Cecile-nek bármit is mondana, és kivárja míg kapcsolatuk véget nem ér egyszer. Kudarcáról könyvet akar írni, aminek „éppen” az lesz a címe, hogy „Módosulás”.
|  | Itt a vége a cselekmény részletezésének! |

## Stílus
A könyv egyik legérdekesebb jellemzője, hogy magázza az olvasót úgy, hogy közben a könyv főhőseként nevezi meg. Ez által az olvasó az események központjában áll és saját életét kérdőjelezi meg a főhősével együtt.
Idő és tér tekintetében a történet nagyon le lett szűkítve. Kevesebb, mint 24 óra alatt sosem hagyjuk el a vonatot, amelyiken a főhős utazik – kivéve egy-két visszatekintést.
A „Módosulás” valóságos és fantasztikus elemeket is tartalmaz. Az előbbire a számos táj, az utasok és az utolsó, kis részletig leírt kabin belseje szolgálhat például, míg a másodikra a sok kísértet epizód. Például, ahogy a vonat átszeli a Fontainebleau erdőt, a főhős lát egy öreg embert, egy szellem lovast, aki állítólag megkísérti és kérdezgeti azokat az embereket, akik arra járnak. Ez az alak a könyvben többször is megjelenik. Kérdései folyton a főhős fejében visszhangzanak: "Hallasz engem?", "Látsz engem?", "Ki vagy te?", "Mit akarsz?", "Hova mész?", "Mit keresel?". Az összes ilyen szürreális epizód végül egy rémálommal tetőzik be, amelyben főhősünket a római birodalom rothadó hullái elítélik és a pogány istenek, akik értéktelennek ítélik, megtagadják a városba való belépését.
A pogány Róma (Cécile) és a keresztény város (a felesége) közötti ellentét központi fontosságú a műben. Valójában, fokozatosan észreveszi, hogy Cecile iránt érzett szerelmét csak a római kultúra iránt érzett mélységes vonzalma motiválja, amelyet sosem fog megérteni igazán. Az mindent tönkre tenne, ha együtt élne Cecile-lel Párizsban, hiszen ő csak azért volt fontos, mert ő vezette be a város titkainak megismerésébe.
A regény filozófiai esettanulmánynak is tekinthető. A könyv elején a főhős elszántsága és lelkessége meginoghatatlannak tűnik. Azonban Butor rendkívül aprólékossága a kabin leírásában és az idő lassú haladásának alapos elemzése, a kétség és a félelem mechanizmusai végül elkerülhetetlenné teszik a főhős fejében bekövetkező „módosulást”.

## Magyarul
- Módosulás. Regény; ford. Szathmári Éva; Noran, Bp., 1997